# Jonas Offrell
Jonas Offrell (Svezia, 1803 – Svezia, 1863) è stato un inventore svedese.
Ha inventato la rivoltella negli stessi anni e lavorando indipendentemente da Samuel Colt.

## Biografia
Jonas Offrell è nato in una famiglia contadina, in una fattoria di Offerbergs, una cittadina della provincia di Hälsingland. nel 1826 ha iniziato gli studi di teologia presso l'Università di Uppsala, terminati i quali ha iniziato ad esercitare come curato. 
Nel 1837 ha iniziato gli esperimenti per la progettazione di un revolver presso il laboratorio che si era costruito fino ad arrivare al brevetto nel 1840. Avrebbe voluto coinvolgere le forze armate svedesi nell'investimento e nella produzione in larga scala del suo revolver, ma gli ambienti militari non si sono interessati al progetto. Nonostante ciò Jonas Offrell ha continuato a lavorare alla sua invenzione fino ad indebitarsi e ad arrivare al fallimento nel 1863, lo stesso anno della sua morte.